# Абдулла бин Халифа Аль Тани
Абдулла бин Халифа Аль Тани (араб. عبد الله بن خليفة آل ثاني‎; род. 11 февраля 1958, Доха, Катар) — премьер-министр Катара с 29 октября 1996 по 3 апреля 2007 года. Он служил советником эмира и часто представлял его на торжественных мероприятиях и приёмах.

## Ранние годы и образование
Абдулла Аль Тани — старший сын бывшего 8-го эмира Катара Халифы бин Хамада Аль Тани и его третьей жены шейхи Рудхи бинт Джассим бин Джабр Аль Тани. Третий сын своего отца. Шейх Абдулла также является младшим сводным братом бывшего эмира Катара Хамада бин Халифы Аль Тани.
Шейх Абдулла получил своё школьное образование в Катаре, получив свой школьный аттестат в 1975 году, а в декабре 1976 года он окончил Королевскую военную академию в Сандхёрсте.

## Карьера
После окончания своего обучения шейх Абдулла служил и занимал ряд важных постов в Вооружённых силах Катара до 1989 года, когда он был назначен помощником главнокомандующего вооружёнными силами Катара, в ранге подполковника. В 1979 году Абдулла был назначен председателем Олимпийского комитета Катара, и занимал этот пост до 1989 года.
17 июля 1989 года он был назначен министром внутренних дел. В дополнение к этой должности 11 июля 1995 года Абдулла стал заместителем премьер-министра. 29 октября 1996 года он занял пост премьер-министра Катара и совмещал его с должностью министра внутренних дел до 2 января 2001 года. 3 апреля 2007 года шейх Абдулла подал в отставку с должности премьер-министра и был заменён на тогдашнего министра иностранных дел Хамада бен Джасима бен Джабера Аль Тани.

## Личная жизнь
У шейха Абдуллы 6 сыновей: Хамад, Сухаим, Тамим, Фахад, Мухаммад и Халифа. Он свободно говорит на английском и французском языках.
Абдулла владеет несколькими скаковыми лошадьми, и с 2012 года ему удалось выиграть с помощью них EUR 2.070.043,78 призовых.